# Domingo Muñoz
Domingo Muñoz Cuesta (Madrid, 1850-Madrid, 1935) fue un pintor e ilustrador español.

## Biografía

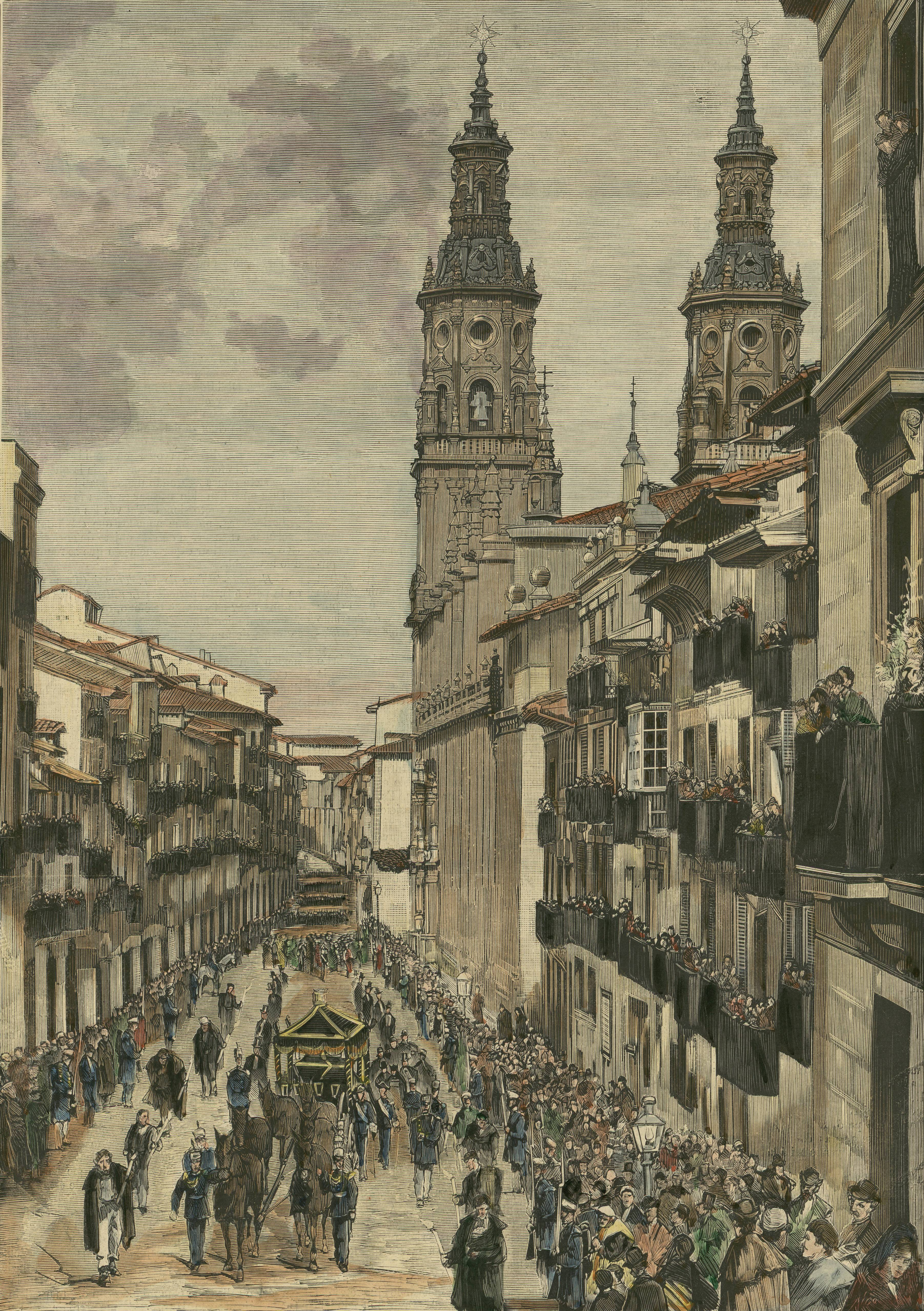
Logroño, paso del entierro del General Espartero por la calle del Mercado.

Nació en 1850. Pintor natural de Madrid, fue discípulo de la Escuela especial de Pintura, Escultura y Grabado, de Francisco Domingo y, a comienzos de la década de 1880, de las escuelas de Roma.
Sus primeros trabajos públicos fueron sus caricaturas para El Mundo Cómico (1876) y sus dibujos para La Ilustración Militar y La Ilustración Española y Americana; en esta última obtuvo un premio en concurso abierto por la revista. Después concurrió a las Exposiciones de la sociedad La Acuarela, Círculo de Bellas Artes y del comercio de Hernández con sus trabajos Estuvo en Trafalgar, Estuvo en Luchana, La hostería de la Paz, Con diez mil duros de renta, En los llanos de Vicálvaro, Mi casero, Un traductor del Dante y Un general. También fueron de su mano las ilustraciones de la edición del Gil Blas de Santillana publicada por la casa editorial La Maravilla.

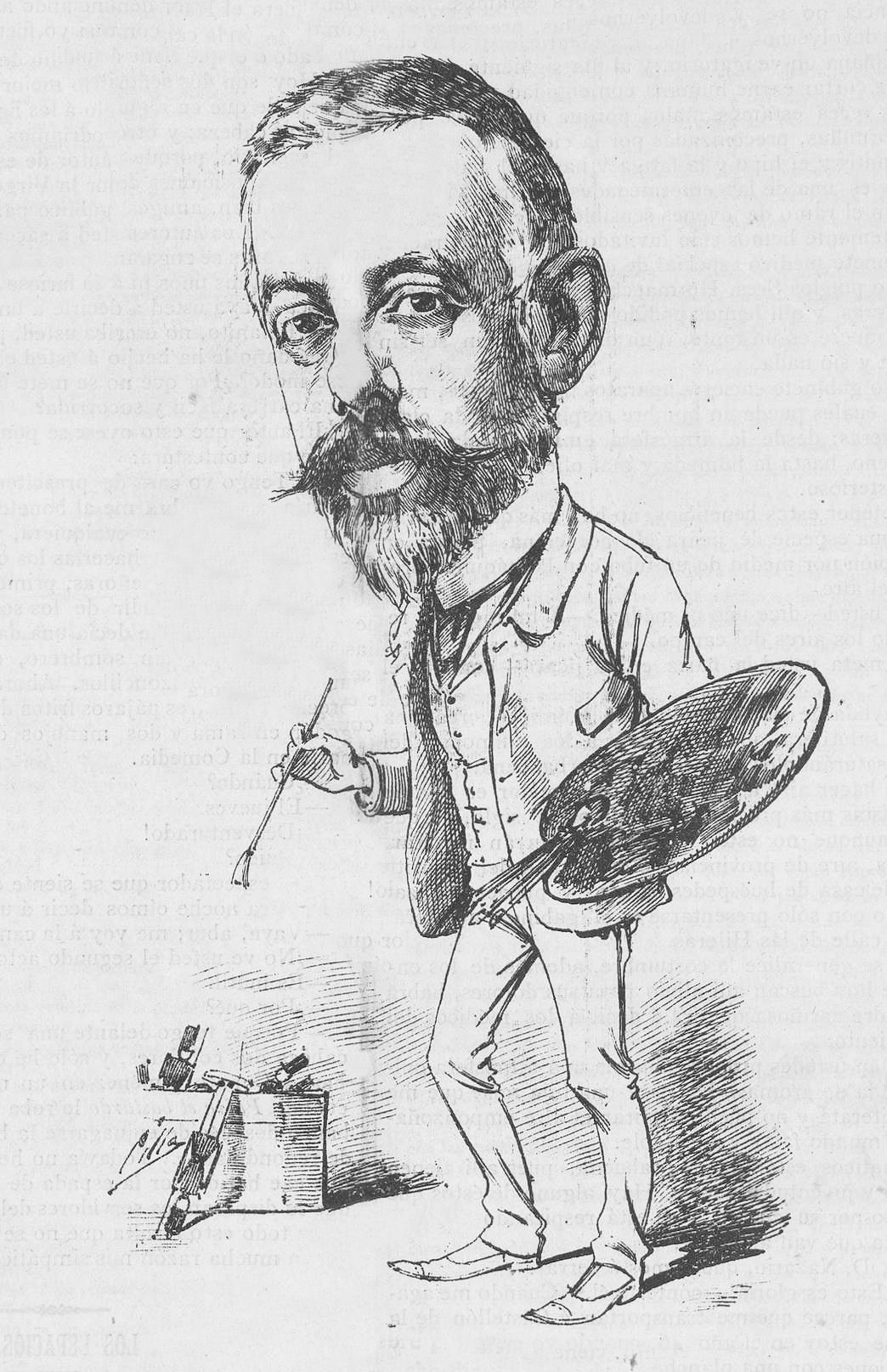
Caricaturizado por Cilla en Madrid Cómico (1888)

En una correspondencia artística de Roma, escrita en abril de 1883 al periódico El Día por Carlos Groizard, se daba noticia de los siguientes trabajos de Muñoz: Un episodio de la guerra civil, pintado para la Casa Goupil de París, Una reunión de toreros y chulas, vendido para Londres, otro más pequeño con el mismo asunto, Una ramilletera a la puerta de un templo, comprado por el vizconde de Irueste, y otros lienzos de género, adquiridos por Adolfo Calzado, Ernest Gambard (cónsul en Niza) y otros aficionados. Muñoz, que contrajo matrimonio con la también pintora María Luisa de la Riva y Callol-Muñoz, falleció en Madrid en enero de 1935.